# Исаева, Юлия Николаевна
Юлия Николаевна Исаева (30 июля 1977, Калуга) — российская футболистка, защитница. Выступала за сборную России. Мастер спорта России.

## Биография
Воспитанница калужского футбола. В начале карьеры выступала за «Калужанку», сначала в первой лиге, где стала победительницей в 1992 году, а затем в высшей лиге. Бронзовый призёр чемпионата России 1994 года.
В 1999—2003 годах играла за ЦСК ВВС (Самара), провела 47 матчей (3 гола) в период 1999—2002 годов и 12 матчей (1 гол) в 2003 году. Чемпионка России 2001 года, бронзовый призёр чемпионата 1999, 2000, 2003 годов, финалистка Кубка России 2002 года.
В 2004—2005 годах выступала за ногинскую «Надежду», в её составе — бронзовый призёр чемпионата России 2005 года. С 2006 года до конца профессиональной карьеры играла за «Рязань-ВДВ», провела в клубе 6 сезонов.
Выступала за сборную России. Дебютный матч сыграла 31 мая 1993 года на международном турнире в Лионе в игре против Молдавии, после этого несколько лет не принимала участие в играх сборной. Участница финальных турниров чемпионата Европы 1997 и 2001 годов, в обоих розыгрышах россиянки не вышли из группы. На обоих чемпионатах Европы спортсменка оставалась запасной.
После завершения карьеры в большом футболе принимала участие в соревнованиях по мини-футболу и пляжному футболу. Бронзовый призёр чемпионата России по пляжному футболу 2019 года в составе команды «Строгино», на турнире включалась в заявку как вратарь и не сыграла ни одного матча.
Окончила Самарский государственный педагогический университет (2003) и Российский университет кооперации (2010). В 2009 году тренировала молодёжную команду «Рязани-ВДВ», затем некоторое время работала школьным учителем физкультуры в подмосковном Пушкино и в ДЮСШ № 75 в Москве. С 2016 года работает с различными женскими юниорскими и молодёжными сборными России.